# Grand-Verly
 (mai 2015).
Pour les articles homonymes, voir Verly (homonymie).
Grand-Verly est une commune française située dans le département de l'Aisne, en région Hauts-de-France.

## Géographie

### Communes limitrophes
|             | Tupigny     |                           |
| Petit-Verly | Grand-Verly | Lesquielles-Saint-Germain |
|             | Vadencourt  |                           |

### Hydrographie
La commune est située dans le bassin Seine-Normandie. Elle est drainée par la rigole de l'Oise et le canal de la Sambre à l'Oise,.

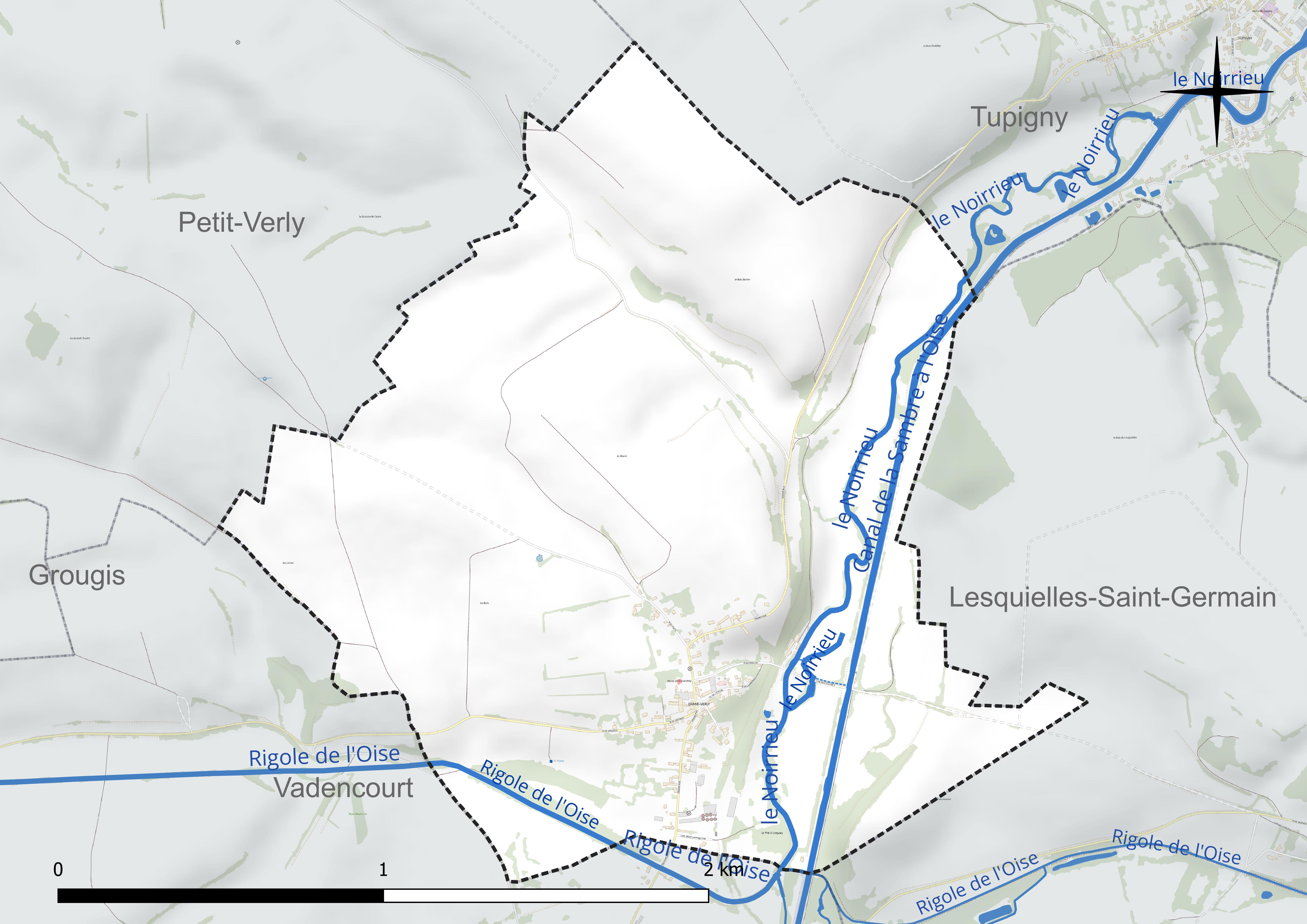
Réseau hydrographique de Grand-Verly.

### Climat
Pour des articles plus généraux, voir Climat des Hauts-de-France et Climat de l'Aisne.
En 2010, le climat de la commune est de type climat océanique dégradé des plaines du Centre et du Nord, selon une étude du CNRS s'appuyant sur une série de données couvrant la période 1971-2000. En 2020, Météo-France publie une typologie des climats de la France métropolitaine dans laquelle la commune est exposée à un climat océanique altéré et se trouve dans la région climatique Nord-est du bassin Parisien, caractérisée par un ensoleillement médiocre, une pluviométrie moyenne régulièrement répartie au cours de l'année et un hiver froid (3 °C).
Pour la période 1971-2000, la température annuelle moyenne est de 10,2 °C, avec une amplitude thermique annuelle de 14,9 °C. Le cumul annuel moyen de précipitations est de 767 mm, avec 12,7 jours de précipitations en janvier et 9,3 jours en juillet. Pour la période 1991-2020, la température moyenne annuelle observée sur la station météorologique la plus proche, située sur la commune de Fontaine-lès-Vervins à 25 km à vol d'oiseau, est de 10,5 °C et le cumul annuel moyen de précipitations est de 826,3 mm,. Pour l'avenir, les paramètres climatiques de la commune estimés pour 2050 selon différents scénarios d'émission de gaz à effet de serre sont consultables sur un site dédié publié par Météo-France en novembre 2022.

## Urbanisme

### Typologie
Au 1er janvier 2024, Grand-Verly est catégorisée comme commune rurale à habitat dispersé, selon la nouvelle grille communale de densité à 7 niveaux définie par l'Insee en 2022.
Elle est située hors unité urbaine. Par ailleurs la commune fait partie de l'aire d'attraction de Guise, dont elle est une commune de la couronne,. Cette aire, qui regroupe 21 communes, est catégorisée dans les aires de moins de 50 000 habitants,.

### Occupation des sols
L'occupation des sols de la commune, telle qu'elle ressort de la base de données européenne d'occupation biophysique des sols Corine Land Cover (CLC), est marquée par l'importance des territoires agricoles (93,5 % en 2018), une proportion sensiblement équivalente à celle de 1990 (93,2 %). La répartition détaillée en 2018 est la suivante : 
terres arables (67,9 %), prairies (25,6 %), zones urbanisées (6,5 %).
L'évolution de l'occupation des sols de la commune et de ses infrastructures peut être observée sur les différentes représentations cartographiques du territoire : la carte de Cassini (XVIIIe siècle), la carte d'état-major (1820-1866) et les cartes ou photos aériennes de l'IGN pour la période actuelle (1950 à aujourd'hui).

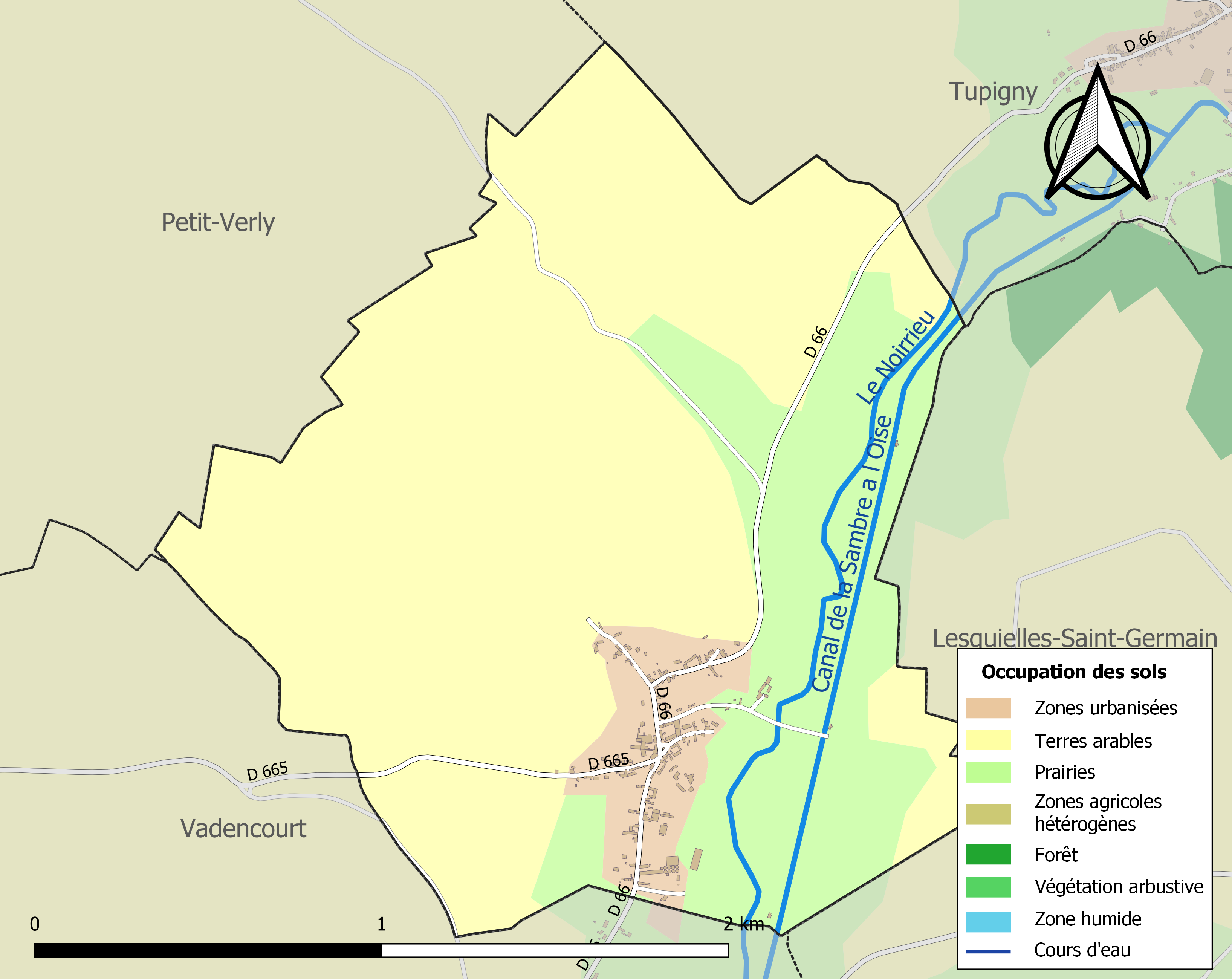
Carte de l'occupation des sols de la commune en 2018 (CLC).

## Toponymie
Le nom de la localité est attesté sous les formes Territorium de Verli (1197) ; Vieslis (XIIe siècle) ; Velly (1327).

Grand-Verly prend son nom définitif le 6 janvier 1896 par une loi divisant Verly en deux entités : Verly-Grand, renommée Grand-Verly et Verly-Petit renommée Petit-Verly en 1943.
(Le) Petit-Verly est un ancien hameau de la commune de Verly.

## Histoire

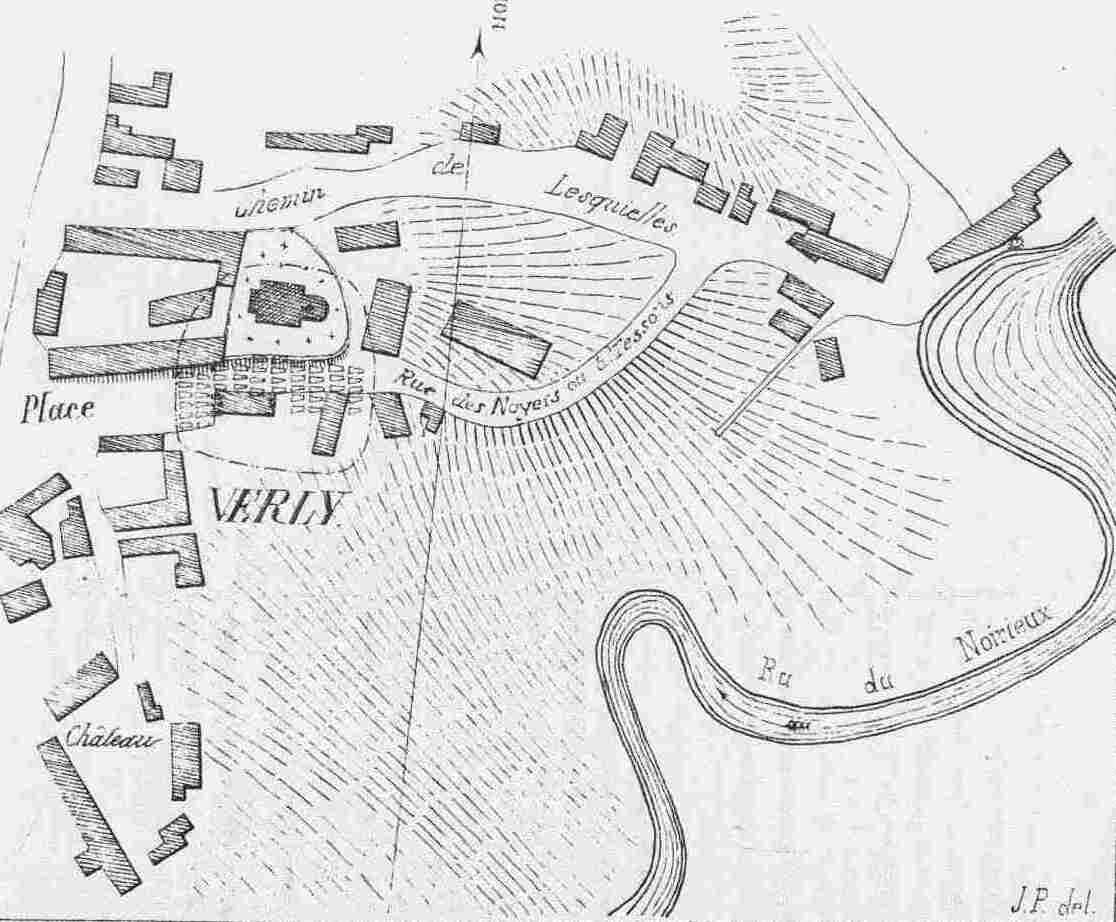

Grand Verly ( Verly) se situe sur l'emplacement d'un village mérovingien.[réf. nécessaire]

## Politique et administration

### Découpage territorial
La commune de Grand-Verly est membre de la communauté de communes Thiérache Sambre et Oise, un établissement public de coopération intercommunale (EPCI) à fiscalité propre créé le 1er janvier 2017 dont le siège est à Guise. Ce dernier est par ailleurs membre d'autres groupements intercommunaux.
Sur le plan administratif, elle est rattachée à l'arrondissement de Vervins, au département de l'Aisne et à la région Hauts-de-France. Sur le plan électoral, elle dépend du  canton de Guise pour l'élection des conseillers départementaux, depuis le redécoupage cantonal de 2014 entré en vigueur en 2015, et de la troisième circonscription de l'Aisne  pour les élections législatives, depuis le dernier découpage électoral de 2010.

### Administration municipale
Le 7 nivôse an II  (27-12-1793) signature de Pierre Devailly, officier public.
Le 16 ventôse an III  (6-3-1795) signature de Joseph Foulon, officier public.
Le 25 nivôse an IV  (15-1-1796)  signature d'Antoine Carpentier, agent municipal.
Le 24 germinal an V  (13-4-1797)  signature de Joseph Foulon, agent municipal.
En brumaire an IX  (novembre 1800) signature de Joseph Carpentier, maire.
Le 10 nivôse an XIV (31-12-1805) : décret Impérial (Napoléon 1er) rétablissant le calendrier grégorien.
| Période        | Période     | Identité                         | Étiquette | Qualité                                  |
| -------------- | ----------- | -------------------------------- | --------- | ---------------------------------------- |
| janvier 1908   | 5 août 1811 | Joseph Foulon                    |           | Décédé en fonction                       |
| septembre 1811 |             | Joseph Carpentier                |           |                                          |
| 1826           |             | Louis Joseph Benoît Lefèvre      |           |                                          |
| 1832           |             | Louis Joseph Franquet            |           |                                          |
| 1835           |             | Louis Joseph Devailly            |           |                                          |
| 1848           |             | Napoléon Demoncelle              |           |                                          |
| 1857           |             | Joseph Eugène Demoncelle         |           |                                          |
| 1870           |             | Charles Cotton                   |           | Président de la municipalité, puis maire |
| 1874           |             | Prudent Joseph Sérusier          |           |                                          |
| 1881           |             | Eugène Gustave Démoncelle        |           | Réélu en 1884                            |
| 1888           |             | Pierre Louis Joseph Rémi Soriaux |           |                                          |
| 1889           |             | Édouard Prud'homme               |           |                                          |
| 1882           |             | Edmond Vernet                    |           | Maire par intérim                        |
| 1894           |             | Prudent Joseph Sérusier          |           |                                          |
| 1895           |             | Louis Joseph Germain Hoquet      |           |                                          |

| Période   | Période                       | Identité                 | Étiquette | Qualité                                                        |
| --------- | ----------------------------- | ------------------------ | --------- | -------------------------------------------------------------- |
| 1896      |                               | Louis Savigny            |           | nombreux intérim par Grégoire Octave Monneuse                  |
| 1898      |                               | Grégoire Octave Monneuse |           | Réélu en 1900                                                  |
| 1904      |                               | Charles Louis Carpentier |           |                                                                |
| 1909      |                               | M. Touillet              |           |                                                                |
| 1912      |                               | Georges Bleux            |           | Réélu en 1919 et 1925                                          |
| 1927      | 1968                          | Norbert Démoulin         |           | Mandat de 41 ans au total Démissionnaire pour raison de santé. |
| vers 1968 |                               | Charles Carpentier       |           |                                                                |
| 1971      | 1989                          | Paul Guénard             |           |                                                                |
| 1989      | 1995                          | Patrick Duquenne         |           |                                                                |
| 1995      | 2008                          | Philippe Foata           |           |                                                                |
| 2008      | En cours (au 14 juillet 2020) | Hervé Flamant            | DVD       | Contrôleur qualité Réélu pour le mandat 2020-2026              |

## Démographie
L'évolution du nombre d'habitants est connue à travers les recensements de la population effectués dans la commune depuis 1793. Pour les communes de moins de 10 000 habitants, une enquête de recensement portant sur toute la population est réalisée tous les cinq ans, les populations de référence des années intermédiaires étant quant à elles estimées par interpolation ou extrapolation. Pour la commune, le premier recensement exhaustif entrant dans le cadre du nouveau dispositif a été réalisé en 2004.

En 2022, la commune comptait 134 habitants, en évolution de −2,9 % par rapport à 2016 (Aisne : −1,97 %, France hors Mayotte : +2,11 %).
| 1793 | 1800 | 1806 | 1821 | 1831 | 1836 | 1841 | 1846  | 1851  |
| ---- | ---- | ---- | ---- | ---- | ---- | ---- | ----- | ----- |
| 640  | 715  | 753  | 735  | 826  | 905  | 958  | 1 003 | 1 010 |

| 1856  | 1861 | 1866 | 1872 | 1876 | 1881 | 1886 | 1891 | 1896 |
| ----- | ---- | ---- | ---- | ---- | ---- | ---- | ---- | ---- |
| 1 002 | 938  | 974  | 962  | 986  | 945  | 890  | 836  | 457  |

| 1901 | 1906 | 1911 | 1921 | 1926 | 1931 | 1936 | 1946 | 1954 |
| ---- | ---- | ---- | ---- | ---- | ---- | ---- | ---- | ---- |
| 382  | 307  | 302  | 291  | 323  | 276  | 244  | 220  | 206  |

| 1962 | 1968 | 1975 | 1982 | 1990 | 1999 | 2004 | 2006 | 2009 |
| ---- | ---- | ---- | ---- | ---- | ---- | ---- | ---- | ---- |
| 202  | 187  | 125  | 131  | 136  | 137  | 137  | 132  | 147  |

| 2014 | 2019 | 2022 | - | - | - | - | - | - |
| ---- | ---- | ---- | - | - | - | - | - | - |
| 142  | 138  | 134  | - | - | - | - | - | - |

## Lieux et monuments

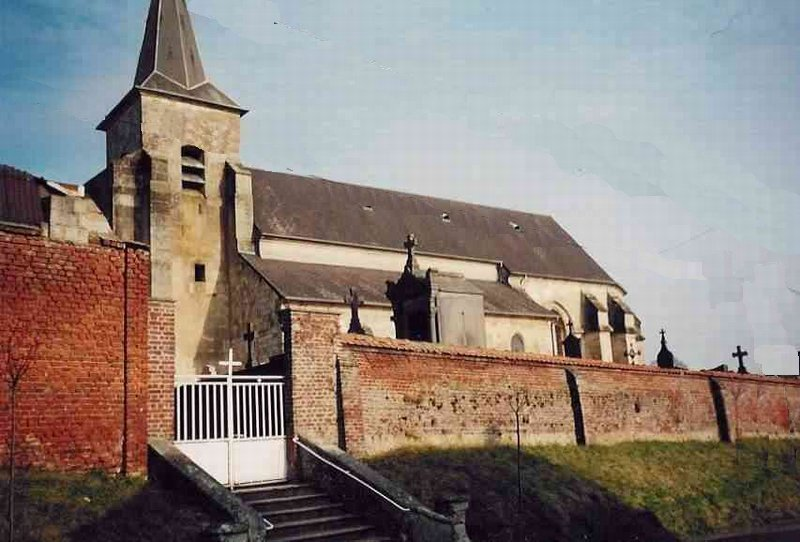
L'église classée au registre des monuments historiques en 1998 est en cours de restauration.
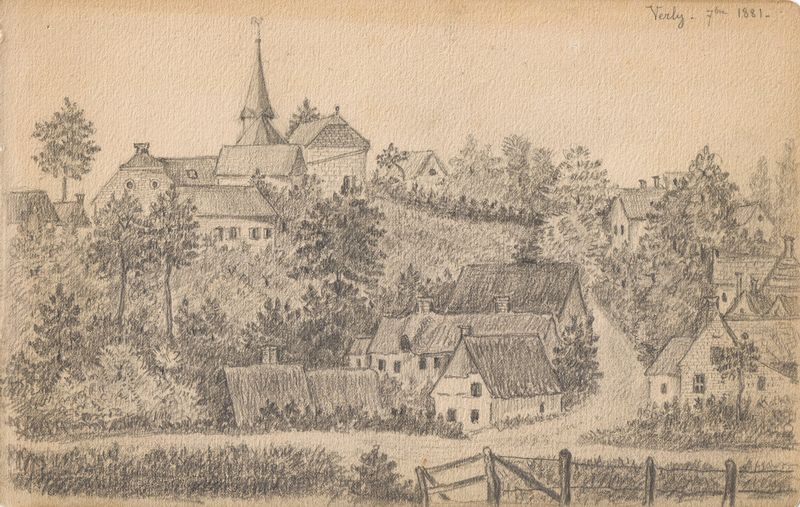
Dessin daté de 1881, non signé, réalisé près du moulin du Noirrieu.
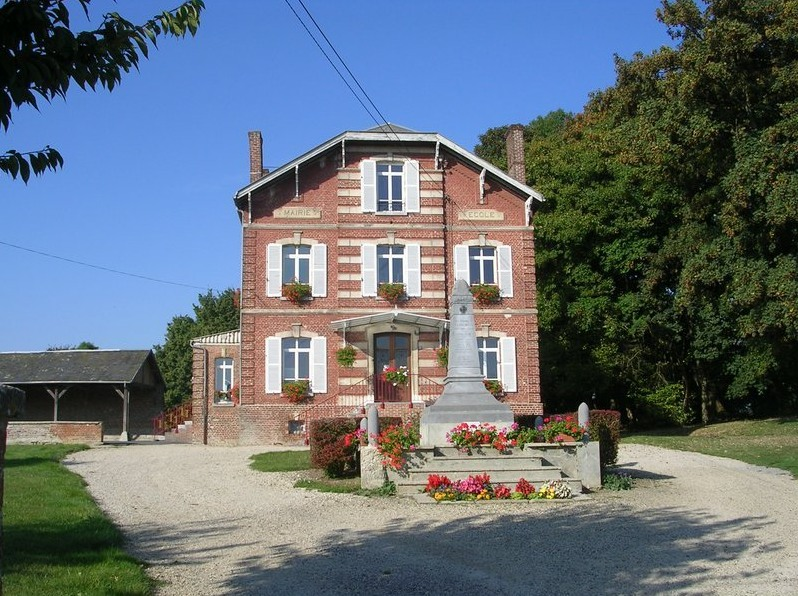
La mairie, ancien château transformé en mairie école (photo de 2009).
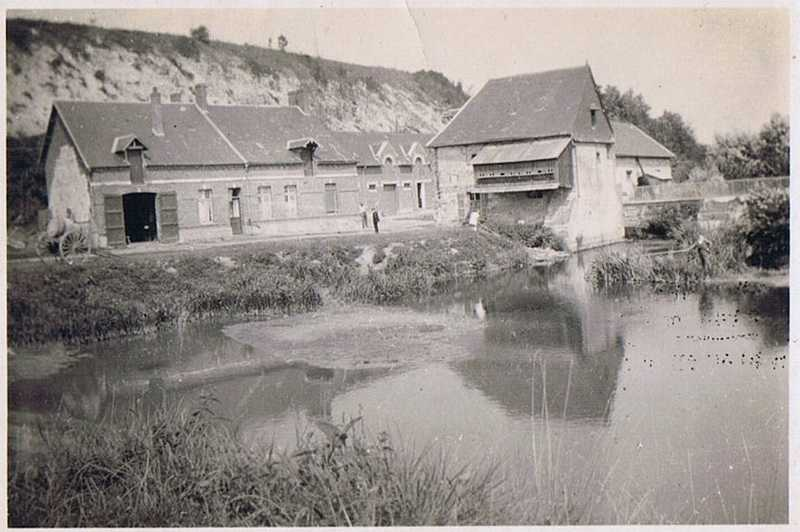
Moulin sur le Noirrieu.
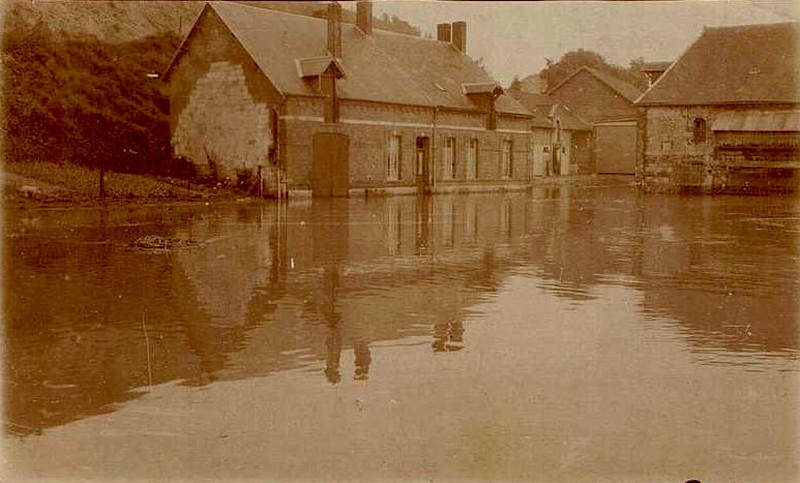
Crue du Noirrieu.

- Église Saint-Pierre de Grand-Verly.

## Voir aussi

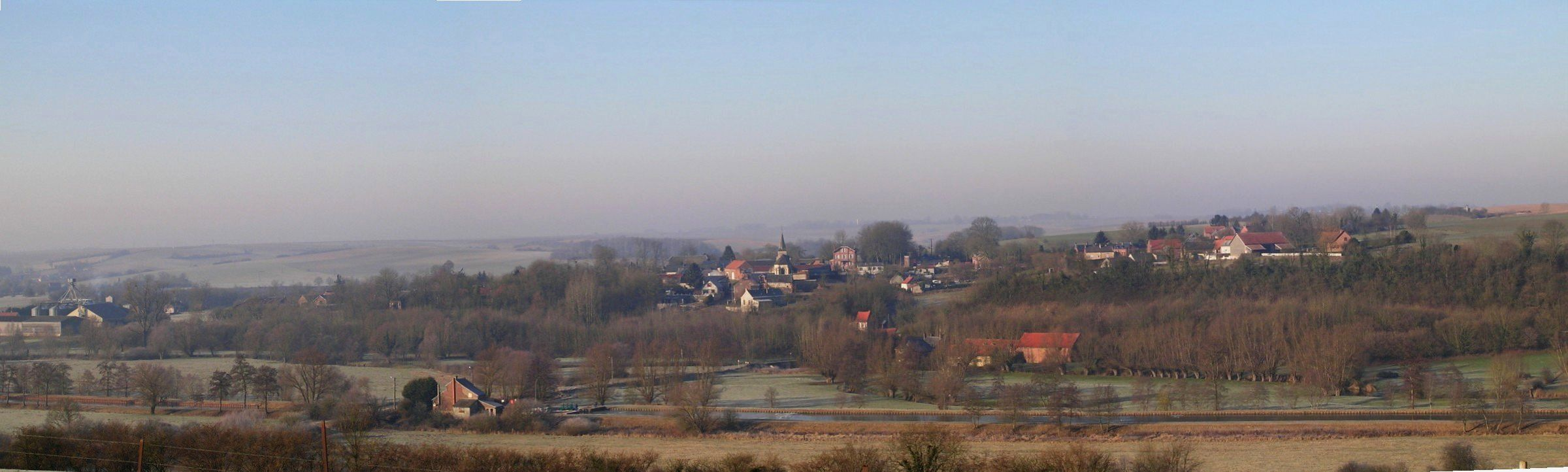
Panorama du village.